# Canfali
Canfali és el nom d'una publicació que fou propietat de l'empresari alacantí instal·lat a Benidorm Manuel Esquembre Bañuls, conegut pel seu pseudònim periodístic 'Maesba'.

## Història
L'impuls empresarial de 'Maesba' va permetre l'expansió de la publicació per les comarques de la Marina Alta i la Marina Baixa, i a la redacció de Benidorm van treballar periodistes com ara Juan Ramón Gil Berenguer, qui més endavant va destacar a la premsa provincial com a director de Información.
Malgrat el redimensionament de l'estructura territorial de Canfali a la dècada dels 2000, l'edició de la Marina Alta va continuar sent editada i dirigida pel periodista instal·lat a Dénia Francisco Gómez Serradell, conegut com a Paco Serradell, qui va morir el 2 de juliol de 2019.